# Kjeld Rasmussen (skytte)
 For alternative betydninger, se Kjeld Rasmussen (flertydig). (Se også artikler, som begynder med Kjeld Rasmussen)
Hans Kjeld Rasmussen (født 10. november 1954 i Glostrup, død 2025) var en dansk konkurrenceskytte og OL- og EM-guldvinder i skeetskydning. Han stillede op for Københavns Flugtskytte Klub.

## Idrætskarriere
Rasmussen gjorde sig første gang bemærket på internationalt eliteniveau, da han i 1975 blev europamester i skeet og her skød en perfekt serie med 225 pletskud på lige så mange skud. Ved VM samme år var han med til at vinde bronze til Danmark i holdkonkurrencen. Han deltog i OL 1976 i Montreal, hvor han opnåede en delt 14. plads med 192 point.
Karrierens højdepunkt opnåede han fire år senere ved OL 1980 i Moskva. Efter den indledende runde havde fem skytter skudt det højeste pointtal, 196, og de måtte ud i en omskydning. Her fik tre af dem 25 point, heriblandt Rasmussen, og medaljerne skulle derpå fordeles mellem ham, svenskeren Lars-Göran Carlsson og cubaneren Roberto Castrillo. Kjeld Rasmussen skød igen alle 25 lerduer, mens Carlsson ramte 24 og Castillo 23. Dermed blev medaljerne fordelt på denne måde.
Han indstillede sin elitekarriere i 1987. I 2024 blev han første medlem af Dansk Skytte Unions Hall of Fame.

## Øvrige karriere
Kjeld Rasmussen var, da han vandt sin OL-guldmedalje, maskinarbejder ved B&W, og han blev kendt for sin afslappede stil under OL-konkurrencen, hvor han stillede op i forvaskede cowboybukser og en ternet bøllehat. Han fik derfor også tilnavnet "Guld-Kjeld med bøllehatten". Senere blev han serviceassistent ved Rigspolitiet.